# Херман фон Салм
Херман Люксембургски (на немски: Hermann von Luxemburg, Graf von Salm; * ок. 1035, † 28 септември 1088, замък Кохем) е основател на род Дом Салм, граф на Салм и немски геген-крал 1081 – 1088 в Саксония на Хайнрих IV.

## Живот
Той е син на граф Гизлберт Люксембургски († 1059). Баща му разделя собствеността си между синовете си Конрад I и Херман.
Херман е избран на 6 август 1081 г., когато Хайнрих IV е в Италия, в Оксенфурт от събралите се саксонци и шваби за геген-крал, наследник на Рудолф фон Райнфелден. Архиепископ Зигфрид I от Майнц го коронова на 26 декември в Гослар за крал. С помощта на херцога на Бавария, Велф V, той побеждава през 1086 г. император Хайнрих IV при Блайхфелд на Майн и спечелва Вюрцбург. През 1088 г. той се оттегля в наследствените си земи и пада убит същата година в боевете за Кохем. Погребан е в Мец. Вдовицата му София се омъжва през 1092 г. за граф Стефан II фон Спонхайм, и през 1096 г. става отново вдовица.

## Деца
Херман е женен за София фон Формбах (* 1050/55, † сл. 1088) и има децата:
- Херман II фон Салм (* 1075, † 1136), граф на Салм
- Ото I (Салм) (* 1080, † 1150), пфалцграф при Рейн
- Дитрих фон Салм (fl. 1095)